# Giuseppe Di Pasquale
Giuseppe Di Pasquale (1962) es un botánico italiano. Desarrolla actividades académicas en el Instituto de Botánica de la Universidad de Módena.

## Algunas publicaciones
- s. Mazzoleni, g. Di Pasquale, p. Di Martino, f. Rego, m. Mulligan. 2004. Recent Dynamics of Mediterranean Vegetation and Landscape. John Wiley & Sons. Londres

- La abreviatura «Di Pasq.» se emplea para indicar a Giuseppe Di Pasquale como autoridad en la descripción y clasificación científica de los vegetales.[1]